# Liste de jeux Nintendo Switch
La liste de jeux Nintendo Switch répertorie les jeux vidéo disponibles sur la console Nintendo Switch, distribués par des professionnels, toutes régions confondues.
Remarques :
- Certains des jeux nommés ci-dessous sont encore en développement et peuvent donc changer de nom ou être annulés.
- Par souci de cohérence avec le reste de Wikipédia en français, il est utile de mettre les appellations françaises si le jeu possède un titre francophone.

Légende :
- exclu = Exclusivité Nintendo Switch
- dém = Jeu disponible uniquement en version dématérialisée.
- gratuit = Jeu gratuit sur le store Nintendo.
- limité = Jeu sorti en version physique chez des vendeurs tiers limité.
- J = Jeu sorti uniquement au Japon.
- AN = Jeu sorti uniquement en Amérique du Nord.

- Haut – A
- B
- C
- D
- E
- F
- G
- H
- I
- J
- K
- L
- M
- N
- O
- P
- Q
- R
- S
- T
- U
- V
- W
- X
- Y
- Z

## 0 - 9
- 1-2-Switch (exclu)
- 10 Second Returns (exclu, dém)
- 1001 Spikes
- 12 Orbits (dém)
- 2064: Read Only Memories (Limité)
- 30-in-1 Game Collection: Volume 1
- 36 Fragments of Midnight (dém)
- 3D Minigolf
- 51 Worldwide Games (exclu)
- 60 Seconds! (dém)
- 7th Sector
- 88 Heroes - 98 Heroes Edition
- 9 Monkeys of Shaolin

## A
- A.O.T. 2
- A Hole New World (limité)
- The Academy The First Riddle
- Ace Attorney: Apollo Justice Trilogy
- Ace Attorney: Phoenix Wright Trilogy
- Aces of the Luftwaffe
- Actraiser Renaissance (dém)
- Advance Wars 1+2: Re-Boot Camp (exclu)
- Adventure Time: Les pirates de la terre d'Ooo
- Aegis Defenders (limité)
- AeternoBlade II
- AEW Fight Forever
- Aggelos
- AI: The Sommium Files
- Air Conflicts collection
- Akane
- Alex Kidd in Miracle World (dém)
- Alex Kidd in Miracle World DX
- Alien Hominid Invasion
- Alien Isolation
- All Idol perfect Stage
- All Fruit racing
- Alpha Mission II (dém)
- Amid Evil
- Among the Sleep
- Among Us
- Anata no Yonkihi Kyoudoutan
- Ancestors Legacy
- Anima: Gate of Memories - The Nameless Chronicles
- Animal Crossing: New Horizons (exclu)
- Animal Well
- Anomaly Agent
- Another Code: Recollection (exclu)
- Another Sight
- Another World (limité)
- AO Tennis 2
- Aokana: Four Rhythm Across the Blue
- Apex Legends
- Aqua Moto Racing Utopia
- Aragami - Shadow Edition
- Arena of Valor (dém)
- Ark: Survival Evolved
- Arms (exclu)
- Art of Fighting 2 (dém)
- Ary and the Secrets Seasons
- Arzette: The Jewel of Faramore
- Ash of Gods: Redemption
- Asphalt 9: Legends (dém, gratuit)
- Assassin's Creed III: Remastered
- Assassin's Creed: The Ezio Collection
- Assassin's Creed: The Rebel Collection
- Asterix & Obelix XXL Romastered
- Astérix & Obélix XXL 2
- Astérix & Obélix XXL 3 : Le Menhir de cristal
- Astérix et Obélix XXXL : Le Bélier d'Hibernie
- Astérix et Obélix : Baffez-les tous !
- Astérix et Obélix : Baffez-les tous ! 2
- Astral Chain (exclu)
- Atari Flashback classic 150 jeux
- Atelier: The Alchemist of Arland DX
- Atelier Ayasha: The Alchemist of Dusk DX
- Atelier Dusk Trilogy - Deluxe pack
- Atelier Escha & Logy: Alchemists of the Dusk Sky DX
- Atelier Lulua: The Scion of Arland
- Atelier Lydie and Suelle: The Alchemists and the Mysterious Paintings
- Atelier Meruru: The apprentice of Arland DX
- Atelier Rorona: The Alchemist of Arland DX
- Atelier Ryza: Ever Darkness & the Secret Hideout
- Atelier Shallie: Alchemists of the Dusk Sea DX
- Atelier Totori: The adventurer of Arland DX
- ATV Drift & Tricks
- Automachef
- Avicii Invector
- Away: Journey to the unexpected (limité)
- Axiom Verge
- Azure Stricker Gunvolt - Striker pack
- Azur Lane Crosswave

## B
- Baldo (dém)
- Batman: Arkham Trilogy
- Batman: The Enemy Within
- Batman: The Telltale Series
- Bayonetta (dém)
- Bayonetta 2
- Bayonetta 3 (exclu)
- Bayonetta Origins: Cereza and the Lost Demon (exclu)
- Behind the Frame: The Finest Scenery (en)
- Bendy and the Ink Machine
- Beyblade Burst Turbo (exclu)
- Black Book
- Black the Fall (dém)
- Blazblue: Cross Tag Battle
- Blade II - The Return Of Evil
- Bleach: Brave Souls
- Bleed (dém)
- Bloodstained: Curse of the Moon (dém)
- Bloodstained: Curse of the Moon 2 (dém)
- Bloodstained: Ritual of the Night
- Bravely Default II
- Brawlout
- Brawlhalla (dém, gratuit)
- Bug Fables: The Everlasting Sapling (limité)

## C
- Cadence of Hyrule (exclu)
- Caligula Effect 2
- Capcom Arcade Stadium
- Captain Toad: Treasure Tracker
- Carcassonne
- Carrion
- Cars 3 : Course vers la victoire
- Catherine Fullbody
- Catan
- Cave Story +
- Celeste
- Chants of Sennaar
- Child of Light
- Choo-Choo Charles
- Civilization 6
- Clustertruck (dém)
- Collection of Mana
- Columns II: The Voyage Through Time (dém)
- Conarium (video game) (en)
- Constructor HD
- Contra Rogue Corps
- Cooking Simulator
- Cotton 2: Magical Night Dreams - Saturn Tribute (dém)
- Cotton 100%: Märchen Adventure
- Cotton Boomerang: Magical Night Dreams - Saturn Tribute (dém)
- Cotton Fantasy: Superlative Night Dreams
- Cotton Guardian Force Saturn Tribute
- Cotton Reboot!: Fantastic Night Dreams
- Crash Bandicoot: N. Sane Trilogy
- Crash Bandicoot 4: It's About Time
- Crash Team Racing: Nitro-Fueled
- Cris Tales
- Crisis Core: Final Fantasy VII Reunion
- CrossCode (dém)
- Crypt of the NecroDancer (dém)
- Cube Life: Island Survival HD (dém)

## D
- Daemon X Machina
- Darkest Dungeon: Ancestral Edition
- Dark Souls Remastered
- Darksiders: Warmastered Edition
- Darksiders II: Deathinitive Edition
- Darksiders III
- Darksiders Genesis
- Dauntless
- DC Justice League : Chaos cosmique
- DC Super Hero Girls: Teen Power
- De Blob
- De Blob 2
- Dead by Daylight
- Dead Cells
- Deadly Premonition: Origins
- Deadly Premonition 2: A Blessing in Disguise
- Death Come True
- Death's Gambit
- Deathsmiles I II
- Deltarune (dém)
- Devil May Cry
- Devil May Cry 2
- Devil May Cry 3
- Diablo III
- Digimon Story: Cyber Sleuth - Complete Edition
- Digimon Survive
- Disgaea 1 Complete
- Disgaea 4 Complete +
- Disgaea 5 Complete
- Disgaea 6: Defiance of Destiny
- Disney Tsum Tsum Festival
- Dodonpachi Resurrection (dém)
- Doki Doki Literature Club Plus!
- Donkey Kong Country Returns HD
- Donkey Kong Country: Tropical Freeze
- Donut County (dém)
- Doom
- Doom Eternal
- Doraemon Story of Seasons
- Double Dragon IV (dém)
- Dragon Ball FighterZ
- Dragon Ball Xenoverse 2
- Dragon Ball Z: Kakarot
- Dragon Fang Z: The Rose & Dungeon of Time (dém)
- Dragon Quest Builders
- Dragon Quest Builders 2
- Dragon Quest Heroes I & II
- Dragon Quest Rivals
- Dragon Quest (jeu vidéo)
- Dragon Quest II
- Dragon Quest III
- Dragon Quest X
- Dragon Quest XI
- Dredge
- Dynasty Warriors 8: Empires

## E
- EA Sports FC 24
- EA Sports FC 25
- Elli (dém)
- Empire of Sin
- Enter the Gungeon (dém)
- ESP Ra.De. Psi
- Espgaluda II (dém)
- Etrian Odyssey III (en)
- Everhood
- Ever Oasis
- Everybody 1-2 Switch (exclu)
- Evolutis

## F
- F-Zero 99 (exclu, dém)
- Fall Guys: Ultimate Knockout
- Fallen Legion: Rise to Glory
- Fallout Shelter (dém, gratuit)
- Famicom Detective Club: The Girl Who Stands Behind
- Famicom Detective Club: The Missing Heir
- Far: Lone Sails
- Far: Changing Tides
- Farming Simulator: Nintendo Switch Edition
- Farming Simulator 20
- Fast RMX (exclu, dém)
- Fatal Fury (dém)
- Fate/EXTELLA: The Umbral Stars
- Fatum Betula (en)
- Fe (dém)
- FIFA 18
- FIFA 19
- FIFA 20
- FIFA 21
- FIFA 22 Legacy Edition
- FIFA 23 Legacy Edition
- Final Fantasy Pixel Remaster
- Final Fantasy VII (dém)
- Final Fantasy VIII Remastered (dém)
- Final Fantasy IX (dém)
- Final Fantasy X/X-2 HD Remaster
- Final Fantasy XII
- Final Fantasy XV: Pocket Edition
- Fire Emblem Engage (exclu)
- Fire Emblem: Three Houses (exclu)
- Fire Emblem Warriors
- Fire Emblem Warriors: Three Hopes (exclu)
- Flashback - 25th Anniversary
- Flinthook
- Flipping Death
- Fort Boyard
- Fortnite Battle Royale (dém, gratuit)
- Freedom Planet
- Fuser

## G
- G-LOC: Air Battle (dém)
- Goat Simulator
- Gal Gun 2 (limité)
- Gal Gun Double Peace (limité)
- Gal Gun Returns (limité)
- Game Dev Tycoon
- Gear Club Unlimited
- Gear Club Unlimited 2
- Ghost of a Tale
- Ghosts 'n Goblins Resurrection
- Go Vacation
- God Wars: The Complete Legend
- Golf Story (exclu, dém)
- Gonner (dém)
- Good Job! (exclu)
- Grand Theft Auto: The Trilogy – The Definitive Edition
- Grandia & Grandia II HD Remaster
- Grid Autosport
- Gun Gun Pixies
- Gun Gun Pixies HH (dém)
- Gunvolt Chronicles: Luminous Avenger iX (limité)
- Gunvolt Chronicles: Luminous Avenger iX 2 (limité)

## H
- Hades
- Harvest Moon : Lumière d'espoir
- Has-Been Heroes
- Hatsune Miku: Project Diva Mega 39's (exclu)
- Hazelnut Bastille
- Headbangers: Rhythm Royale
- Hello Neighbor
- Herzog Zwei (dém)
- Hollow Knight
- Hollow Knight: Silksong
- Hotshot Racing
- Human Fall Flat
- Human Resource Machine (dém)
- Hungry Shark World
- Hydra Castle Labyrinth
- Hyrule Warriors: Definitive Edition (exclu)
- Hyrule Warriors : L'Ère du Fléau (exclu)

## I
- I Am Setsuna
- Iconoclasts
- Immortal Phenyx Rising
- Inazuma Eleven: Victory Road
- Infernax
- Inside
- Instant Chef Party
- Instant Sports
- Instant Sports Summer Games
- Island Saver

## J
- Jump Force
- Just Dance 2017
- Just Dance 2018
- Just Dance 2019
- Just Dance 2020
- Just Dance 2021
- Just Dance 2022
- Just Dance 2023 Edition
- Just Dance 2024 Edition

## K
- Kamen Rider: Memory of Heroez
- Kamiko (dém)
- Keep Talking and Nobody Explodes (dém)
- Kentucky Route Zero: TV Edition (dém)
- Killer Queen Black (dém)
- Kingdom (dém)
- Kirby et le monde oublié (exclu)
- Kirby's Dream Buffet (exclu, dém)
- Kirby Fighters 2
- Kirby's Return to Dream Land Deluxe (exclu)
- Kirby Star Allies (exclu)
- Kitten Squad
- Knockout City

## L
- L.A. Noire
- L'Atelier du jeu vidéo (exclu)
- L'Aventure Layton : Katrielle et la Conspiration des millionnaires - Édition Deluxe
- Legendary Fishing
- Legend of Mana
- Légendes Pokémon : Arceus (exclu)
- Légendes Pokémon : Z-A (exclu)
- Le Retour de Détective Pikachu
- Lego City Undercover
- Lego DC Super-Vilains
- Lego Les Indestructibles
- Lego Marvel Super Heroes 2
- Lego Ninjago, le film : le jeu vidéo
- Lego Star Wars : La Saga Skywalker
- Lego Worlds
- Les Chevaliers de Baphomet : La Malédiction du serpent
- Limbo
- Little Inferno (dém)
- Little Nightmares - Complete Edition
- Little Nightmares 2
- Little Town Hero
- Little Witch Nobeta (en)
- Lost Sphear
- Luigi's Mansion 2 HD
- Luigi's Mansion 3 (exclu)
- Lumines Remastered (dém)
- LUMO

## M
- Mad Games Tycoon
- Mario + The Lapins Crétins: Kingdom Battle (exclu)
- Mario + The Lapins Crétins: Sparks of Hope (exclu)
- Mario et Luigi : L'Épopée fraternelle (exclu)
- Mario et Sonic aux Jeux olympiques de Tokyo 2020 (exclu)
- Mario Golf: Super Rush (exclu)
- Mario Kart 8 Deluxe (exclu)
- Mario Kart Live: Home Circuit (exclu)
- Mario Party Superstars (exclu)
- Mario Strikers: Battle League Football (exclu)
- Mario Tennis Aces (exclu)
- Mario vs. Donkey Kong (exclu)
- Marvel Ultimate Alliance 3: The Black Order (exclu)
- Mary Skelter 2
- Mary Skelter Finale
- Mega Man 11
- Mega Man Legacy Collection
- Mega Man: Legacy Collection 2
- Mega Man X: Legacy Collection
- Mega Man X: Legacy Collection 2
- Mega Man Zero/ZX Legacy Collection
- MetaGal
- Metroid Dread (exclu)
- Metroid Prime Remastered (exclu)
- Metroid Prime 4: Beyond (exclu)
- Miitopia
- Minecraft Dungeons
- Minecraft: Story Mode - L'Aventure complète
- Minecraft: Nintendo Switch Edition (exclu)
- Mini Metro
- Minna de Waiwai! Spelunker (exclu)
- Monopoly pour Nintendo Switch (exclu)
- Monster Boy et le Royaume maudit
- Monster Crown
- Monster Hunter Generations Ultimate
- Monster Hunter Rise
- Mortal Kombat 1
- Mortal Kombat 11
- Moto Racer 4
- MotoGP 18
- Moving Out
- Moving Out 2
- Mushihime-sama (dém)
- Mushroom Wars 2
- My Friend Pedro (iam8bit (en))
- My Hero One's Justice
- My Hero One's Justice 2
- My Time at Portia

## N
- Naruto: Ultimate Ninja Storm (dém)
- Naruto Shippuden: Ultimate Ninja Storm 2 (dém)
- Naruto Shippuden: Ultimate Ninja Storm 3 (dém)
- Naruto Shippuden: Ultimate Ninja Storm 4 (dém)
- Naruto X Boruto Ultimate Ninja Storm Connections
- NBA 2K18
- NBA 2K19
- NBA 2K20
- NBA 2K21
- NBA 2K22
- NBA 2K23
- NBA 2K24
- NBA Playgrounds (dém)
- NBA 2K Playgrounds 2
- NeoGeo Pocket Color Selection Vol.1
- Neon White
- New Pokémon Snap (exclu)
- New Super Lucky's Tale
- New Super Mario Bros. U Deluxe (exclu)
- Nickelodeon Kart Racers
- Nidhogg 2
- Night Book
- Night in the Woods
- Nights of Azure 2: Bride of the New Moon
- Nine Parchments
- Ninja Gaiden: Master Collection
- Ninjala
- Ni no kuni : La Vengeance de la sorcière céleste
- Ni no kuni II : L'Avènement d'un nouveau royaume
- Nintendo Labo (exclu)
- Nintendo Switch Sports (exclu)
- Nintendo World Championships: NES Edition (exclu)
- Nobunaga's Ambition: Sphere of Influence - Ascension (dém)
- Nobunaga’s Ambition: Taishi (dém)
- No More Heroes III

## O
- Oaken
- Oceanhorn: Monster of Uncharted Seas (limité)
- Oceanhorn 2: Knights of the Lost Realm
- Octodad: Dadliest Catch
- Octopath Traveler
- Ōkami
- Once Upon a Coma
- One Piece: Pirate Warriors 3 Deluxe Edition
- One Piece: Pirate Warriors 4
- One Piece: Unlimited World Red - Deluxe Edition
- Onimusha: Warlords
- Oninaki
- Ori and the Blind Forest
- Ori and the Will of the Wisps
- Original Journey
- Out Run (dém)
- Out There (dém)
- Outlast (dém)
- Outlast 2 (dém)
- Overcooked
- Overcooked 2
- Overwatch
- Owlboy

## P
- Pac-Man 99 (exclu)
- Pac-Man Championship Edition 2 Plus
- Paladins : Champions du Royaume (dém, gratuit)
- Panorama Cotton
- Panty Party
- Panzer Dragoon: Remake
- Panzer Paladin
- Paper Mario : La Porte Millénaire (exclu)
- Paper Mario: The Origami King (exclu)
- Paradise Killer
- Payday 2
- Penny-Punching Princess
- Pepper Grinder
- Perception (dém)
- Perpetuum Mobilé (dém)
- Persona 3 Portable
- Persona 4 Arena Ultimax
- Persona 4 Golden
- Persona 5 Royal
- Persona 5 Strikers
- Phantasy Star (dém)
- Phantasy Star Online 2 (dém, gratuit)
- Pikmin 1+2
- Pikmin 3 Deluxe (exclu)
- Pikmin 4 (exclu)
- PixArk (dém)
- Pixel Noir
- Planet Alpha
- Plants vs. Zombies: Battle for Neighborville
- Pocky and Rocky Reshrined
- Poi
- Pokémon Café ReMix
- Pokémon Champions
- Pokémon Diamant Étincelant et Perle Scintillante (exclu)
- Pokémon Écarlate et Violet (exclu)
- Pokémon Épée et Bouclier (exclu)
- Pokémon Let's Go, Pikachu et Let's Go, Évoli (exclu)
- Pokémon Quest (dém) (gratuit)
- Pokkén Tournament DX (exclu)
- Pokémon Donjon Mystère : Équipe de secours DX (exclu)
- Prince of Persia: The Lost Crown
- Princess Peach: Showtime! (exclu)
- Prodigy
- Professeur Layton et le Nouveau Monde à vapeur
- Puppy Cross
- Puyo Puyo (dém)
- Puyo Puyo 2 (dém)
- Puyo Puyo Champions
- Puyo Puyo Tetris
- Puyo Puyo Tetris 2

## Q
- Quarantine Circular (en)

## R
- Rayman Legends: Definitive Edition
- Re: Legend
- Redout
- Remothered: Tormented Fathers (en)
- Resident Evil
- Resident Evil 2 Cloud
- Resident Evil 3 Cloud
- Resident Evil 4
- Resident Evil 5
- Resident Evil 6
- Resident Evil Zero
- Resident Evil: Revelations
- Resident Evil: Revelations 2
- Retro City Rampage DX
- Rhythm Paradise Groove
- Rime
- Ring Fit Adventure (exclu)
- Rise: Race the Future (dém)
- Rivals of Aether
- Riverside
- Robotics;Notes DaSH
- Robotics;Notes Elite
- Rocket League
- Rogue Company
- Romance of the Three Kingdoms XIII
- Romancing SaGa 2 (dém)
- Romancing SaGa 3 (dém)
- Runbow
- Rune Factory 4 Special
- Rune Factory 5
- Runner3

## T
- Taiko no Tatsujin: Drum 'n' Fun!
- Taiko no Tatsujin: Rhythm Festival
- Tales from the Borderlands
- Tales of Vesperia: Definitive Edition
- Tank it! (dém)
- Tant-R (dém)
- Team Sonic Racing
- Temtem
- Tetris 99 (exclu)
- The Binding of Isaac: Afterbirth+
- The Cube
- The Elder Scrolls V: Skyrim
- The Elder Scrolls: Blades
- The End Is Nigh
- The Escapists 2 (dém)
- The Flame in the Flood (dém)
- The Great Ace Attorney Chronicles
- The Legend of Zelda: Breath of the Wild
- The Legend of Zelda: Tears of the Kingdom (exclu)
- The Legend of Zelda: Link's Awakening (exclu)
- The Legend of Zelda: Echoes of Wisdom (exclu)
- The Legend of Zelda: Skyward Sword HD
- The Liar Princess and the Blind Prince
- The Longest Five Minutes
- The Messenger
- The Next Penelope (dém)
- The Outer Worlds
- The Sacred Hero
- The Sinking City
- The Spiritfarer
- The Stretchers (exclu)
- The Vanishing of Ethan Carter
- The Witcher 3: Wild Hunt
- The Wonderful 101: Remastered
- The World Ends With You -Final Remix- (exclu)
- Theatrhythm Final Bar Line
- Thimbleweed Park
- This Is the Police
- This Is the Police 2
- This War of Mine
- Thumper (dém)
- Thunder Force AC (dém)
- Thunder Force IV (dém)
- Tinykin
- To All Mankind
- Tokyo Mirage Sessions #FE Encore
- Toree 3D (en)
- Tomodachi Life : Une vie de rêve
- Touhou Kobuto V: Burst Battle
- TowerFall (dém)
- TowerFall Ascension (dém)
- Travis Strikes Again: No More Heroes
- Treasurenauts
- Triangle Strategy
- Trials of Mana
- Trials Rising
- Trine 4: The Nightmare Prince
- TumbleSeed (dém)

## U
- Ultimate Chicken Horse
- Ultra Street Fighter II: The Final Challengers (exclu)
- Undertale
- Unravel Two
- Untitled Goose Game
- Unrailed! (dém)

## V
- Valkyria Chronicles
- Valkyria Chronicles 4
- Voez
- Volgarr the Viking
- Vroom in the Night Sky (dém)

## W
- Warframe (dém, gratuit)
- Wargroove (dém)
- Wargroove 2 (dém)
- WarioWare: Get it Together! (exclu)
- WarioWare: Move It! (exclu)
- Wasteland 2: Director's Cut
- West of Loathing (dém)
- Windjammers (dém)
- Windjammers 2 (dém)
- Wolfenstein II: The New Colossus
- Wolfenstein: Youngblood
- Wonder Boy: Asha in Monster World
- Wonder Boy: The Dragon's Trap
- World Heroes Perfect (dém)
- World of Goo (dém)
- World's End Club
- Worms W.M.D (limité)
- WWE 2K18
- WWE 2K Battlegrounds

## X
- Xenoblade Chronicles: Definitive Edition (exclu)
- Xenoblade Chronicles 2 (exclu)
- Xenoblade Chronicles 2: Torna – The Golden Country (exclu)
- Xenoblade Chronicles 3 (exclu)
- Xenoblade Chronicles X: Definitive Edition (exclu)
- XCOM 2

## Y
- Yooka-Laylee
- Yooka-Laylee and the Impossible Lair
- You Suck at Parking
- Your Four Knight Princesses Training Story (dém)
- You've Got Mail (exclu, dém)
- Yoshi's Crafted World (exclu)
- YS VIII: Lacrimosa of Dana
- Ys X: Nordics

## Z
- Zombie Gold Rush (dém)
- Zombie Vikings (dém)

- Haut – A
- B
- C
- D
- E
- F
- G
- H
- I
- J
- K
- L
- M
- N
- O
- P
- Q
- R
- S
- T
- U
- V
- W
- X
- Y
- Z